# Bogdan Lewczuk
Bogdan Dariusz Lewczuk (ur. 28 lipca 1967 w Olsztynie) – polski lekarz weterynarii, specjalizujący się w zakresie histologii, profesor nauk weterynaryjnych, profesor zwyczajny Uniwersytetu Warmińsko-Mazurskiego w Olsztynie, dziekan Wydziału Medycyny Weterynaryjnej tej uczelni (od 2016).

## Życiorys
W 1992 ukończył studia na Wydziale Weterynaryjnym Akademii Rolniczo-Technicznej w Olsztynie. Doktoryzował się w 1995 na uczelni macierzystej w oparciu o pracę pt. Badania nad wpływem środków sympatykomimetycznych i sympatykolitycznych na morfologię szyszynki i poziom melatoniny w osoczu krwi loszek, której promotorką była prof. Barbara Przybylska-Gornowicz. Stopień naukowy doktora habilitowanego uzyskał w 2002 na Uniwersytecie Warmińsko-Mazurskim w Olsztynie na podstawie rozprawy Mechanizmy adrenergicznej regulacji sekrecji melatoniny w szyszynce świni – badania in vitro. Tytuł naukowy profesora nauk weterynaryjnych otrzymał 15 lipca 2011.
Związany z Akademią Rolniczo-Techniczną i Uniwersytetem Warmińsko-Mazurskim w Olsztynie, na którym doszedł do stanowiska profesora zwyczajnego. W 2010 został kierownikiem Katedry Histologii i Embriologii. W latach 2008–2012 i 2012–2016 pełnił funkcję prodziekana Wydziału Medycyny Weterynaryjnej UWM. W kadencji 2016–2020 został wybrany na dziekana tego wydziału, w 2020 został powołany na dziekana na kolejną czteroletnią kadencję.
Specjalizuje się w histologii. Opublikował ok. 250 prac. Był stypendystą Fundacji na rzecz Nauki Polskiej (1993), otrzymał nagrodę Prezesa Rady Ministrów za pracę doktorską (1996). W 1998 został wyróżniony nagrodą Wydziału Nauk Rolniczych, Leśnych i Weterynaryjnych Polskiej Akademii Nauk. Został członkiem Polskiego Towarzystwa Nauk Weterynaryjnych, Polskiego Towarzystwo Histochemików i Cytochemików oraz European Biological Rhythms Society.
Odznaczony Brązowym Krzyżem Zasługi (2007).